# Gyldenris
Gyldenris (Solidago) er en planteslægt, som er udbredt i Europa og Nordamerika med langt de fleste arter i det sidstnævnte område. Arterne har følgende fællestræk: Bladene er spredtsiddende, blomsterkurvene er små med højst 10 tungeformede randblomster. Frugterne har fnok. Her beskrives kun de arter og hybrider, som er vildtvoksende i Danmark, eller som dyrkes her.
| Beskrevne arter |

- Canadisk gyldenris (Solidago canadensis)
- Sildig gyldenris (Solidago gigantea) - eng.: Giant goldenrod
- Almindelig gyldenris (Solidago virgaurea) – Vild gyldenris

| Hybrider |

- Solidago x hybrida

| Andre arter |

- Solidago albopilosa,
- Solidago arguta,
- Solidago bicolor,
- Solidago buckleyi,
- Solidago caesia,
- Solidago chilensis,
- Solidago confinis,
- Solidago flexicaulis,
- Solidago gracillima,
- Solidago juncea,
- Solidago leavenworthii,
- Solidago microglossa,
- Solidago minutissima,
- Solidago missouriensis,
- Solidago mollis,
- Solidago multiradiata,
- Solidago nana,
- Solidago nemoralis,
- Solidago nitida,
- Solidago odora,
- Solidago ohioensis,
- Solidago ouachitensis,
- Solidago patula,
- Solidago ptarmicoides,
- Solidago purshii,
- Solidago riddellii,
- Solidago rigida,
- Solidago rugosa,
- Solidago sempervirens,
- Solidago shortii,
- Solidago simplex,
- Solidago spathulata,
- Solidago speciosa,
- Solidago spectabilis,
- Solidago spithamea,
- Solidago squarrosa,
- Solidago uliginosa,
- Solidago ulmifolia,
- Solidago velutina,
- Solidago verna,
- Solidago wrightii,